# Osmanbegovo Selo
Osmanbegovo Selo (en serbe cyrillique: Османбегово Село) est un village du nord-est du Monténégro, dans la municipalité de Bijelo Polje.

## Démographie

### Évolution historique de la population[1]
| 1948 | 1953 | 1961 | 1971 | 1981 | 1991 | 2003 |
| ---- | ---- | ---- | ---- | ---- | ---- | ---- |
| 115  | 136  | 174  | 148  | 126  | 107  | 69   |